# Tomás de Anchorena

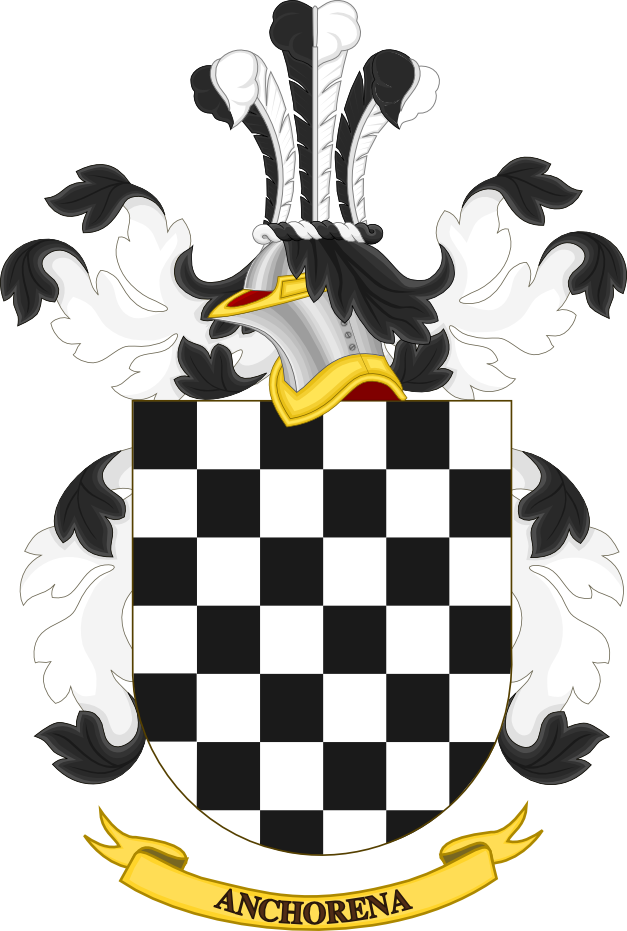
Escudo de Armas de la familia Anchorena.

Tomás Manuel de Anchorena (Buenos Aires, 29 de noviembre de 1783 - ib., 29 de abril de 1847) fue un político y abogado argentino, conocido por haber firmado, junto a otros 32 diputados, el acta de la Declaración de la Independencia Argentina.
Anchorena nació en Buenos Aires y estudió en el Real Colegio de San Carlos, posteriormente se graduó de Doctor en Leyes con título de la Universidad Mayor Real y Pontificia San Francisco Xavier de Chuquisaca en 1807, en el Alto Perú.
Murió en 1847, y hoy sus restos se encuentran en el Cementerio de la Recoleta, en el mausoleo familiar. Estaba casado con doña Clara García de Zúñiga, perteneciente a una de las familias más ricas del Virreinato (hija del terrateniente Victorio García de Zúñiga Warnes y de su prima María del Carmen García de Zúñiga). 
Tuvieron quince hijos, entre los que se destaca Tomás Severino de Anchorena.

## Origen genealógico
La familia de Anchorena procedía del valle de Baztán en Navarra, en donde se distinguió en la defensa del rey Sancho Abarca, que se hallaba en grave peligro con motivo de la guerra que sostenía contra los franceses. Domingo de Anchorena estaba casado con Juana Zandueta, quienes en 1739 ocupaban la solariega estancia de Barroeta, en cuya fachada exterior se ostentaba el escudo de armas concedido por Sancho, con las inscripciones de sus dueños.
Entre los hijos de don Domingo estaba Juan Esteban de Anchorena, quien nació en Pamplona en 1734 y se trasladó al Río de la Plata, fijando residencia en la ciudad de Buenos Aires, donde abrió una pulpería. En esa ciudad contrajo matrimonio con una distinguida dama patricia, Ramona López de Anaya, teniendo diez hijos, entre los que se destacaron Juan José Cristóbal, Mariano Nicolás y Tomás Manuel de Anchorena. Es a partir de estos tres hermanos que se formarán las principales ramas genealógicas de los Anchorena en la Argentina.

## Actuación política
Tomás de Anchorena regresó a Buenos Aires en 1809, participando activamente de la Revolución de Mayo de 1810. 
En los años siguientes sirvió como secretario del General Manuel Belgrano en el Ejército del Norte y, en 1815, fue elegido diputado por Buenos Aires para el Congreso de Tucumán, estando presente el 9 de julio de 1816, cuando se firma la declaración de la independencia argentina, siendo Anchorena uno de los que deja su rúbrica en el documento. Sobre su postura en dicho congreso frente a la propuesta de Manuel Belgrano de un monarca de la Casa real incaica, el historiador Norberto Galasso refiere:
"Anchorena aclara que no le molesta el proyecto monárquico constitucional, pero sí, en cambio, que se pusiese la mira en un monarca de la casta de los chocolates, cuya persona, si existía, probablemente tendríamos que sacarla borracha y cubierta de andrajos de alguna chichería para colocarla en el elevado trono de un monarca. Nada más falso, por supuesto. Un posible candidato sería Don Dionisio Inca Yupanqui, con experiencia militar e ideológica semejante a San Martín."
En las posteriores discusiones sobre la organización republicana del país fue clara su postura federalista.
En los años posteriores ocupó cargos de gobierno de mediana importancia en la Provincia de Buenos Aires, especialmente luego de la Batalla de Cepeda de 1820. Fue Ministro de Relaciones Exteriores bonaerense durante el primer gobierno de Juan Manuel de Rosas (1829-1832).